# 门户城市

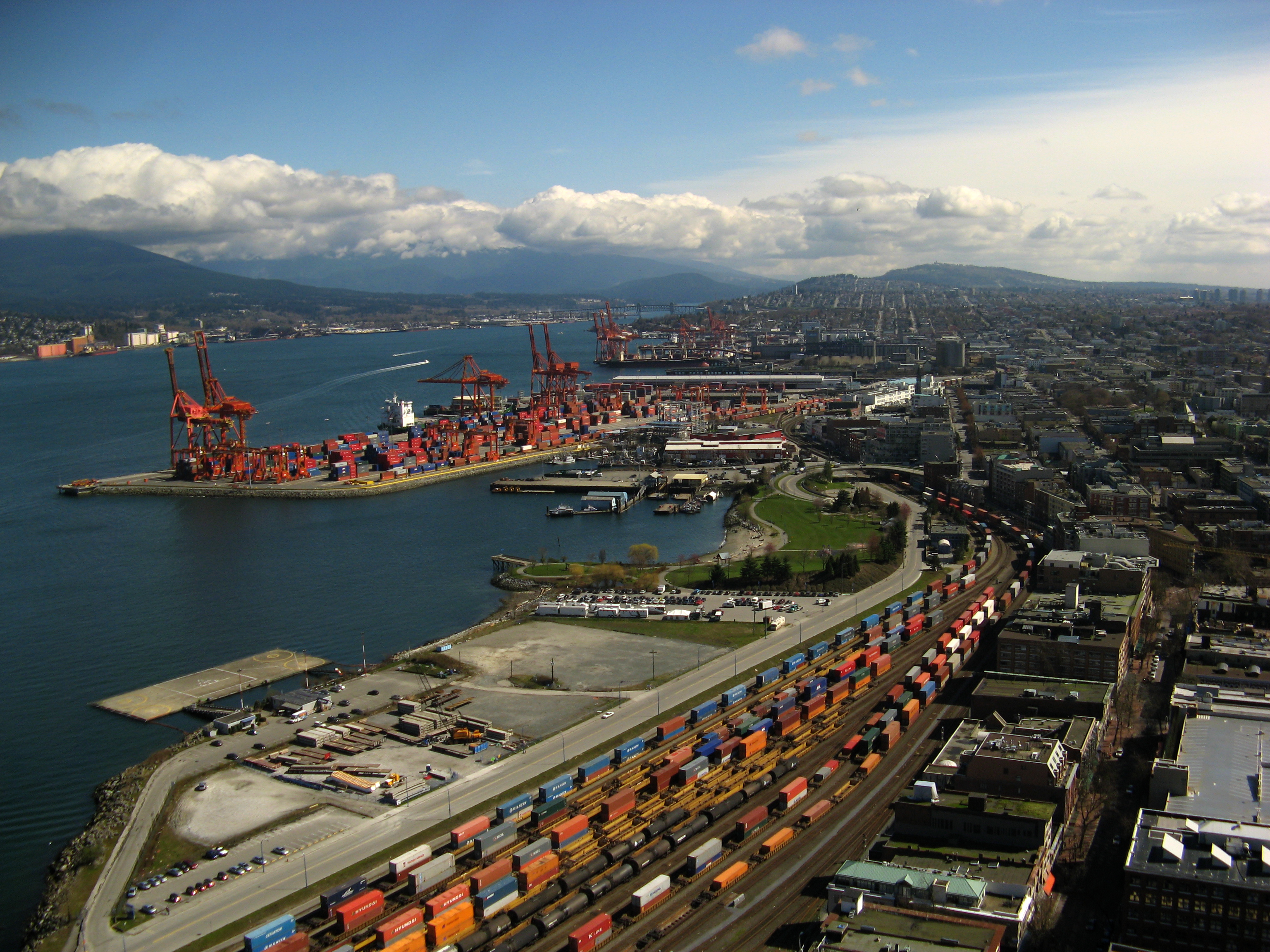
温哥华港口局布勒内灣碼頭

门户城市或稱玄關城市（英語：Gateway City）是具有良好自然条件区位，并控制腹地的进口和出口之城市，即承担一个区域门户职能的城市。作为腹地的进出口控制中心，门户城市通常为拥有大型港口的城市，会发展成当地的首位城市。

## 背景
门户城市的研究起源于地理学家对于海港及港口城市的研究，且地理学界的学者们大多认为门户这一概念描述的是一种职能类型并非区位类型，而这种职能被称为门户职能，具有门户职能的城市则成为门户城市。